# Cirrina
Cirrina — підряд головоногих молюсків ряду восьминогів (Octopoda).

## Опис
Це округлі восьминоги, що мають невеликий внутрішній панцир і два плавці на голові, тоді як інший підряд восьминогів Incirrina не має жодного. Плавці пов'язані з унікальною хрящовою оболонкою в раковиному мішку. У поперечному розрізі плавці мають чіткі проксимальні та дистальні ділянки, обидві з яких покриті тонкою поверхневою оболонкою м'язів. Назва підряду походить від невеликих, подібних до війок ниток (цирри) на руках восьминога, по парі для кожної присоски. Вважається, що вони відіграють певну роль у харчуванні, можливо, створюючи потоки води, які допомагають наближати їжу до дзьоба. Також ці восьминоги характеризуються відсутністю чорнильних мішечків.

## Живлення
Вони харчуються дрібними планктонними ракоподібними та іншими тваринами, що пояснює втрату їхньої радули та розвиток парасольки та циррі для захоплення цієї крихітної здобичі.

## Філогенія
Молекулярна філогенія на основі мітохондріальних і ядерних ДНК-маркерів послідовностей (Санчес і ін., 2018) показала, що Cirrina є парафілетичною групою. Клада, що містить родини Opisthoteuthidae і Cirroctopodidae є сестринською до Octopodida, в той час як клада, що містить Cirroteuthidae і Stauroteuthidae є сестринською до клади, який містить і першу кладу і Octopodida.